# 小行星4654
小行星4654（4654 Gorʹkavyj）是一颗绕太阳运转的小行星，为主小行星带小行星。该小行星于1977年9月11日发现。

## 轨道参数
小行星4654的轨道半长轴为2.2048128 UA，离心率为0.165。